# Red Dwarf
Red Dwarf is een Britse sciencefiction-komedie, bedacht en geschreven door Rob Grant en Doug Naylor. De serie telt 13 seizoenen met in totaal 74 afleveringen, die werden uitgezonden over een periode van 32 jaar. In 2016 kreeg de serie een reboot. Wereldwijd heeft de serie in de loop der jaren een cultstatus gekregen.
Ondanks de sciencefictionomgeving, is de serie grotendeels een sitcom. De show beleefde zijn hoogtepunt in 1994, toen de aflevering "Gunmen of the Apocalypse" een International Emmy won.

## Verhaal
De serie draait om Dave Lister, een jonge man uit Liverpool die werkzaam is als bemanningslid op het ruimteschip "Red Dwarf". Hij neemt tegen de reglementen van het schip in een zwangere kat mee aan boord. Als straf hiervoor moet hij worden opgesloten in een stasekamer. De kat wordt ondertussen ondergebracht in het vrachtruim.
Terwijl Lister zich in stase bevindt, gebeurt er een ongeluk waarbij er Cadmium II in het schip lekt. Hierdoor komt de hele bemanning om het leven en raakt het schip dusdanig vervuild door radioactiviteit dat er geen leven meer kan plaatsvinden. Pas na 3 miljoen jaar is de straling verdwenen en kan Holly, de scheepscomputer, Lister weer uit stase halen. Hierdoor is hij de laatste mens aan boord van het schip, en mogelijk zelfs de laatste mens in het universum. Om Lister gezelschap te geven, creëert de computer een hologram van Arnold Rimmer, het bemanningslid waar Lister het meeste contact mee had, ook al hebben de twee een eerder moeizame band met elkaar. Tevens ontdekt Lister dat de nakomelingen van zijn kat zich in het vrachtruim verder hebben ontwikkeld, en zijn geëvolueerd tot een humanoïde ras. De laatste aanwezige van deze humanoïde katten, eenvoudigweg bekend als The Cat, voegt zich ook bij het trio.
In de eerste paar seizoenen is een rode draad in de serie Listers verlangen om terug te keren naar de aarde, ondanks het feit dat niemand weet hoe die er na 3 miljoen jaar uitziet. In het tweede seizoen ontmoet de groep de mechanoid Kryten, die zich vanaf het volgende seizoen bij hen aansluit. Aan het eind van het vijfde seizoen wordt de Red Dwarf gestolen en ontmanteld door nanobots, waardoor de crew moet overstappen naar een kleiner schip genaamd Starbug. In dit schip spelen de seizoenen 6 en 7 zich af. In seizoen 7 verlaat Rimmer het schip om in een parallel universum de rol van zijn overleden alter-ego Ace Rimmer over te nemen. Kort daarna ontdekken de personages een ander parallel universum waarin Kristine Kochanski, Listers vriendin voor het ongeluk met de Cadmium II, was ingevroren in plaats van Lister. Na een reeks bizarre gebeurtenissen voegt ze zich bij de bemanning in het primaire universum van de serie.
In seizoen 8 wordt de Red Dwarf herbouwd door dezelfde nanobots die het schip aanvankelijk hadden verwoest. Tevens wordt hierbij de volledige originele bemanning van de Red Dwarf weer tot leven gewekt (exclusief de reeds in leven zijnde Lister en Kochanski, maar inclusief de originele Arnold Rimmer). Aan het eind van het seizoen wordt de Red Dwarf opgegeten door een virus. De personages, minus Rimmer, weten te ontsnappen naar een parallel universum, maar of ze hun aankomst daar overleven wordt niet onthuld. De serie eindigt daarmee met een cliffhanger.
De cliffhanger wordt nooit echt opgelost en bij de driedelige special "Back to Earth" en de daaropvolgende seizoenen 10, 11 en 12 krijgt de serie een reboot. De verhalen spelen zich terug af aan boord van de Red Dwarf met als bemanningsleden Lister, Cat, Kryten en een weer in de hoedanigheid van hologram verkerende Rimmer. Holly en Kochanski zijn niet meer aanwezig, al wordt er nog wel met regelmaat naar hen verwezen. Holly wordt uiteindelijk in de tv-film "The Promised Land" weer in werking gesteld.

## Personages en acteurs
- Dave Lister (gespeeld door Craig Charles[6]): de hoofdpersoon uit de serie. Hij was ooit het laagste crewlid van de Red Dwarf, tot hij door het ongeluk met de Cadmium II als enige overbleef. Zijn primaire doel is terugkeren naar de aarde in de hoop daar een boerderij te beginnen.[7]
- Arnold Rimmer (gespeeld door Chris Barrie[6]): het op een-na laagste crewlid van de Red Dwarf en daardoor Listers directe meerdere. Hij was verantwoordelijk voor het ongeluk waardoor heel de oorspronkelijke bemanning van de Red Dwarf -inclusief hemzelf- om het leven kwam. In de serie is hij echter weer tot leven gewekt als hologram om Lister gezelschap te houden, ook al is hij door zijn vervelende karakter vooral een bron van ergernis bij de rest van de bemanning.[8]
- The Cat (gespeeld door Danny John-Jules[6]): een humanoïde wezen dat over een periode van drie miljoen jaar is geëvolueerd uit Listers huiskat. Hij geeft vrijwel alleen om eten, slapen en zijn uiterlijk.[9]
- Holly (gespeeld door Norman Lovett[6] en van serie III tot V door Hattie Hayridge[10]): de scheepscomputer van de Red Dwarf die een IQ heeft van 6.000, hoewel dit na drie miljoen jaar sterk is afgezwakt. Hij wordt steevast vertoond als een zwevend hoofd op een monitor.
- Kryten (in serie II eenmalig gespeeld door David Ross[6] en vanaf serie III voltijds door Robert Llewellyn[10]): een mechanoid die door de bemanning gered wordt van een neergestort ruimteschip[11] en doorheen de reeks steeds assertiever en minder onderdanig wordt.
- Kristine Kochanski (oorspronkelijk gespeeld door Clare Grogan en vanaf serie VII door Chloë Annett[10]): de navigator van de Red Dwarf en Listers ex-vriendin. Ze kwam samen met de rest van de bemanning van de Red Dwarf om bij het ongeluk met de Cadmium II, maar in serie VII weet men haar te laten terugkeren vanuit alternatief universum waar ze nog in leven was.
- Captain Frank Hollister (gespeeld door Mac McDonald[10]): de kapitein van de Red Dwarf. Hij stierf in het Cadmium II-incident, maar werd in serie VIII tijdelijk weer tot leven gewekt.

### Tabel
| Personage               | Acteur           | Seizoenen | Seizoenen | Seizoenen  | Seizoenen | Seizoenen | Seizoenen | Seizoenen  | Seizoenen   | Seizoenen            | Seizoenen | Seizoenen | Seizoenen  | Seizoenen                |
| Personage               | Acteur           | I (1988)  | II (1988) | III (1989) | IV (1991) | V (1992)  | VI (1993) | VII (1997) | VIII (1999) | Back to Earth (2009) | X (2012)  | XI (2016) | XII (2017) | The Promised Land (2020) |
| ----------------------- | ---------------- | --------- | --------- | ---------- | --------- | --------- | --------- | ---------- | ----------- | -------------------- | --------- | --------- | ---------- | ------------------------ |
| Dave Lister             | Craig Charles    |           |           |            |           |           |           |            |             |                      |           |           |            |                          |
| Arnold J. Rimmer        | Chris Barrie     |           |           |            |           |           |           |            |             |                      |           |           |            |                          |
| Holly                   | Norman Lovett    |           |           |            |           |           |           |            |             |                      |           |           |            |                          |
| Holly                   | Hattie Hayridge  |           |           |            |           |           |           |            |             |                      |           |           |            |                          |
| The Cat                 | Danny John-Jules |           |           |            |           |           |           |            |             |                      |           |           |            |                          |
| Kryten                  | David Ross       |           |           |            |           |           |           |            |             |                      |           |           |            |                          |
| Kryten                  | Robert Llewellyn |           |           |            |           |           |           |            |             |                      |           |           |            |                          |
| Kristine Kochanski      | Clare Grogan     |           |           |            |           |           |           |            |             |                      |           |           |            |                          |
| Kristine Kochanski      | Chloë Annett     |           |           |            |           |           |           |            |             |                      |           |           |            |                          |
| Captain Frank Hollister | Mac McDonald     |           |           |            |           |           |           |            |             |                      |           |           |            |                          |

Legenda
|  | Hoofdrol      |
|  | Gastrol       |
|  | Niet aanwezig |

## Thema’s
Red Dwarf bevat veel typische sitcomelementen, zoals een groep van onhandige individuen die samenleven in een kleine ruimte, en om beurten tonen hoe lui, laf of onhandig ze zijn. Tevens komen er veel sarcastische dialogen in de serie voor. Met dat alles staat Red Dwarf lijnrecht tegenover de onverschrokken ruimteverkenners die men doorgaans in een sciencefictionserie aantreft.
De serie bevat veel parodieën op bekende sciencefictionthema’s en elementen, zoals tijdverstoringen, reizen met de snelheid van het licht, gemuteerde ziektes en vreemde levensvormen. Verder bevat de serie referenties naar, en parodieën op, bekende boeken, series en films (niet noodzakelijkerwijs allemaal uit het sciencefictiongenre) zoals 2001: A Space Odyssey (1968), Top Gun (1986), RoboCop (1987), Star Wars (1977), Citizen Kane (1942), The Wild One (1953), High Noon (1952), Rebel Without a Cause (1955), Easy Rider (1969), The Terminator (1984) and Pride and Prejudice (1813).
Aliens komen in de serie vrijwel niet voor, daar Rob Grant en Doug Naylor hier tegen waren. De monsters en andere bizarre sciencefictionfiguren die incidenteel in de serie voorkomen worden altijd gezegd een aardse oorsprong te hebben.

## Productie

### Concept
Het concept voor de show werd oorspronkelijk bedacht voor de sketchserie
Dave Hollins: Space Cadet, die onderdeel uitmaakte van de Britse radioserie Son of Cliché op BBC radio 4. De sketches werd geschreven door Rob Grant en Doug Naylor. Zij haalden inspiratie uit films en televisieprogramma’s als Alien (1979), Dark Star (1974) en The Hitchhiker's Guide to the Galaxy (1981).
In 1983 schreven de twee een pilotaflevering voor de serie, maar deze werd bij de BBC geweigerd. Uiteindelijk accepteerde BBC North het scenario in 1986 toch, omdat de zender een budget opzijgezet had voor een nooit gemaakte tweede reeks van de serie Happy Families en producer Paul Jackson erop aandrong dat met dit budget in plaats daarvan Red Dwarf opgenomen zou worden. De productie liep echter nog vertraging op door een staking van elektriciens. Uiteindelijk werd de pilotaflevering op 15 februari 1988 uitgezonden.

### Audities
Alan Rickman en Alfred Molina deden auditie voor rollen in de serie, waarbij Molina werd ingezet als Rimmer. Molina had echter problemen met het concept voor de serie, en zijn rol, dus verliet hij nog voor productie begon de show en werd Chris Barrie geselecteerd voor de rol van Rimmer.
Craig Charles kreeg de rol van Dave Lister. Hij werd benaderd door het productieteam toen ze zijn mening wilden weten over het personage The Cat omdat men vreesde dat kijkers dit personage als racistisch zouden kunnen opvatten. Charles vond het personage juist perfect. Toen hij het scenario las, besloot hij auditie te doen voor de rol van Dave Lister. De komiek Norman Lovett, die eerst had geauditioneerd voor de rol van Rimmer, kreeg in plaats daarvan de rol van Holly. Oorspronkelijk zou Lovett alleen zijn stem lenen aan het personage, maar op zijn eigen aandringen werd hij toch in beeld gebracht via een beeldscherm. Professionele danser en zanger Danny John-Jules kreeg de rol van The Cat.

### Productie en regie
Grant en Naylor schreven de scenario's voor de eerste zes seizoenen. Ze deden dit gezamenlijk onder het pseudoniem Grant Naylor. Grant verliet de serie in 1995 om zich met andere projecten bezig te gaan houden. Naylor schreef de scenario's voor de latereseizoenen met een groep nieuwe schrijvers, waaronder Paul Alexander
en acteur Robert Llewellyn.
Het grootste deel van de serie werd geproduceerd en geregisseerd door Ed Bye. Hij vertrok vlak voor seizoen vijf omdat hij de regie over een andere show, waarin onder andere zijn vrouw meespeelde, had aangeboden gekregen. Juliet May nam zijn regietaken over. May verliet de show halverwege de serie vanwege persoonlijke en professionele redenen. Na zijn vertrek namen Grant en Naylor naast het schrijfwerk ook de productie op zich. Seizoen zes werd geregisseerd door Andy de Emmony. Ed Bye keerde terug als regisseur voor seizoenen zeven en acht.
De titelsong werd geschreven en opgevoerd door Howard Goodall. Hij componeerde ook muziek voor de verschillende liedjes in de serie, zoals "Tongue Tied", met teksten geschreven door Grant en Naylor,

### Remastered
In 1998 werd ter viering van het tienjarig bestaan van de show besloten om de eerste drie seizoenen digitaal op te poetsen en op VHS uit te brengen. Dit project wordt ook wel “Red Dwarf Remastered” genoemd. In de nieuwe versie werden de oude schaalmodellen voor de ruimteschepen vervangen door computeranimaties en bepaalde dialogen gecensureerd. Tevens werden de scènes met Norman Lovett als Holly opnieuw opgenomen om een vaste set introfilmpjes te krijgen.

### Hiaten en veranderingen
Tussen de seizoenen zes en zeven verstreek een periode van drie jaar; mede door het vertrek van Grant Naylor als schrijver, maar ook omdat de filmploeg zich met andere projecten bezighield. Toen de serie aan zijn zevende seizoen begon, werden er een aantal veranderingen geïntroduceerd. Zo werd de serie niet langer opgenomen voor een live publiek zoals bij veel sitcoms. Dit stelde de producers in staat om geavanceerdere decors te gebruiken, en zelfs op locatie te filmen. In seizoen acht werd de traditie om de serie voor een live publiek te filmen weer hersteld.
Het achtste seizoen zou oorspronkelijk niet eindigen met een cliffhanger, maar met een einde waarin Lister, Rimmer, Cat en Kris weer in een situatie belanden gelijk aan de eerste paar seizoenen; waarin zij als enigen over zijn aan boord van de Red Dwarf.
Een mogelijk negende seizoen ondervond veel problemen omdat BBC het project weigerde. Volgens Doug Naylor kwam dit omdat BBC liever aan andere projecten werkte. Uiteindelijk kwam het negende seizoen er niet.

### Miniserie
In augustus 2008 maakte Robert Llewellyn bekend dat er gesprekken waren om een uur aan nieuw Red Dwarf-materiaal op te nemen begin 2009. Ook werd vermeld dat UKtelevisiezender Dave vier specials van 30 minuten zou gaan opnemen om het twintigjarig bestaan van de show te vieren. Zodoende verscheen in 2009 de miniserie Red Dwarf: Back to Earth, die zich negen jaar na de laatste aflevering afspeelt.

### Terugkeer
Craig Charles kondigde op BBC Radio 2 aan dat in januari 2011 mogelijk begonnen zou worden aan een nieuwe reeks afleveringen. Enkele maanden later bleek dit te kloppen en van december 2011 tot en met januari 2012 begon men met de opname van een tiende seizoen met zes afleveringen. Vanaf 4 oktober 2012 werd de reeks uitgezonden op Dave.
Het grote succes van de nieuwe reeks vergrootte de kans op een vervolg en in 2015 kondigde Doug Naylor officieel aan dat Dave een elfde en een twaalfde reeks had besteld die vanaf het einde van dat jaar samen zouden worden opgenomen. De twee reeksen gingen respectievelijk in 2016 en 2017 in première.
Op 9 april 2020 werd door Dave de tv-film The Promised Land uitgebracht.

## Spin-offs
De show bracht een grote merchandising met zich mee.
Over de serie zijn vier boeken verschenen: Infinity Welcomes Careful Drivers (1989), Better Than Life (1990), Last Human (1995) en Backwards (1996). De boeken geven een nieuw perspectief op het achtergrondverhaal van de serie.
In 1992 verscheen het tijdschrift Red Dwarf Magazine, gepubliceerd door Fleetway Editions. Dit tijdschrift bevatte onder andere strips, interviews en nieuwsberichten. Het tijdschrift verscheen tot januari 1994.
Eveneens in 1992 ondernam Universal Studios een poging om een Amerikaanse versie van de serie te maken getiteld Red Dwarf USA. Er werd een pilotaflevering gemaakt met Craig Bierko als Lister, Chris Eigeman als Rimmer, en Hinton Battle als Cat. De pilot werd echter nooit uitgezonden, en de serie is niet gemaakt.
Sinds het einde van het achtste seizoen, heeft Doug Naylor pogingen gedaan om een film te maken over de show. Een scenario geschreven door Naylor circuleert al een tijd op internet. Er waren al plannen om in 2005 met de opnames te beginnen, maar deze moesten worden geschrapt omdat Naylor er niet in slaagde genoeg sponsors te vinden. Volgens Naylor was het scenario voor de film geweigerd door zowel BBC als de British Film Council, mede omdat ze het scenario “te commercieel” vonden.
In 2002 bracht Deep 7 een rollenspel genaamd Red Dwarf the Roleplaying Game uit.